# Infanta (Quezon)
Infanta é um município de primeira classe de renda municipal (d) na província Quezon, nas Filipinas. De acordo com o censo de 1 de maio  de  2020 possui uma população de 76 186 pessoas e 19 125 domicílios.